# Holothuria lineata
Holothurie lignée
Espèce
Holothuria lineata, communément appelé Holothurie lignée, est une espèce de concombre de mer de la famille des Holothuriidae. 

## Description et caractéristiques
C'est une petite holothurie allongée de couleur blanchâtre et parcourue de motifs bruns plus ou moins marqués. 

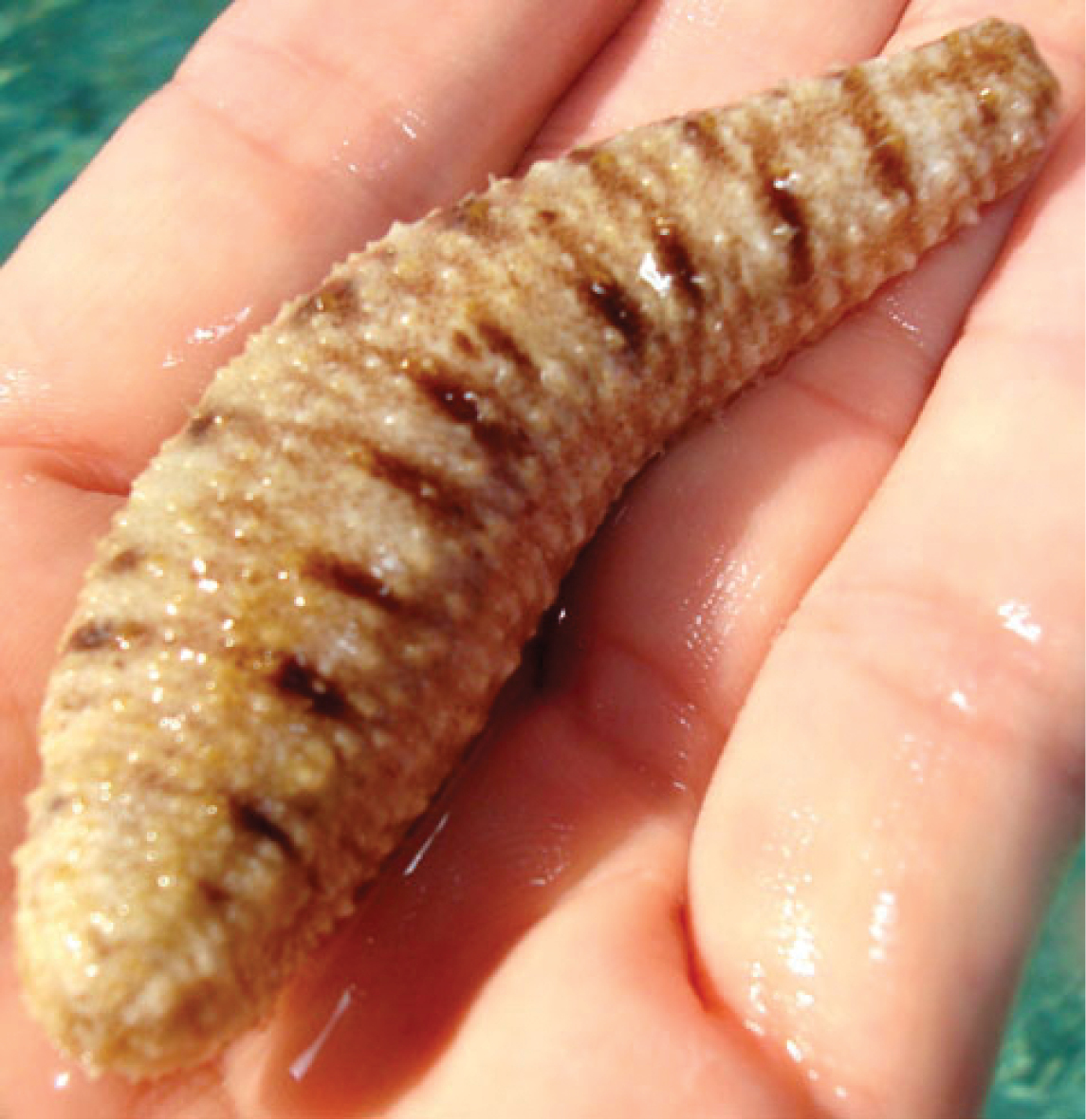
Spécimen in situ
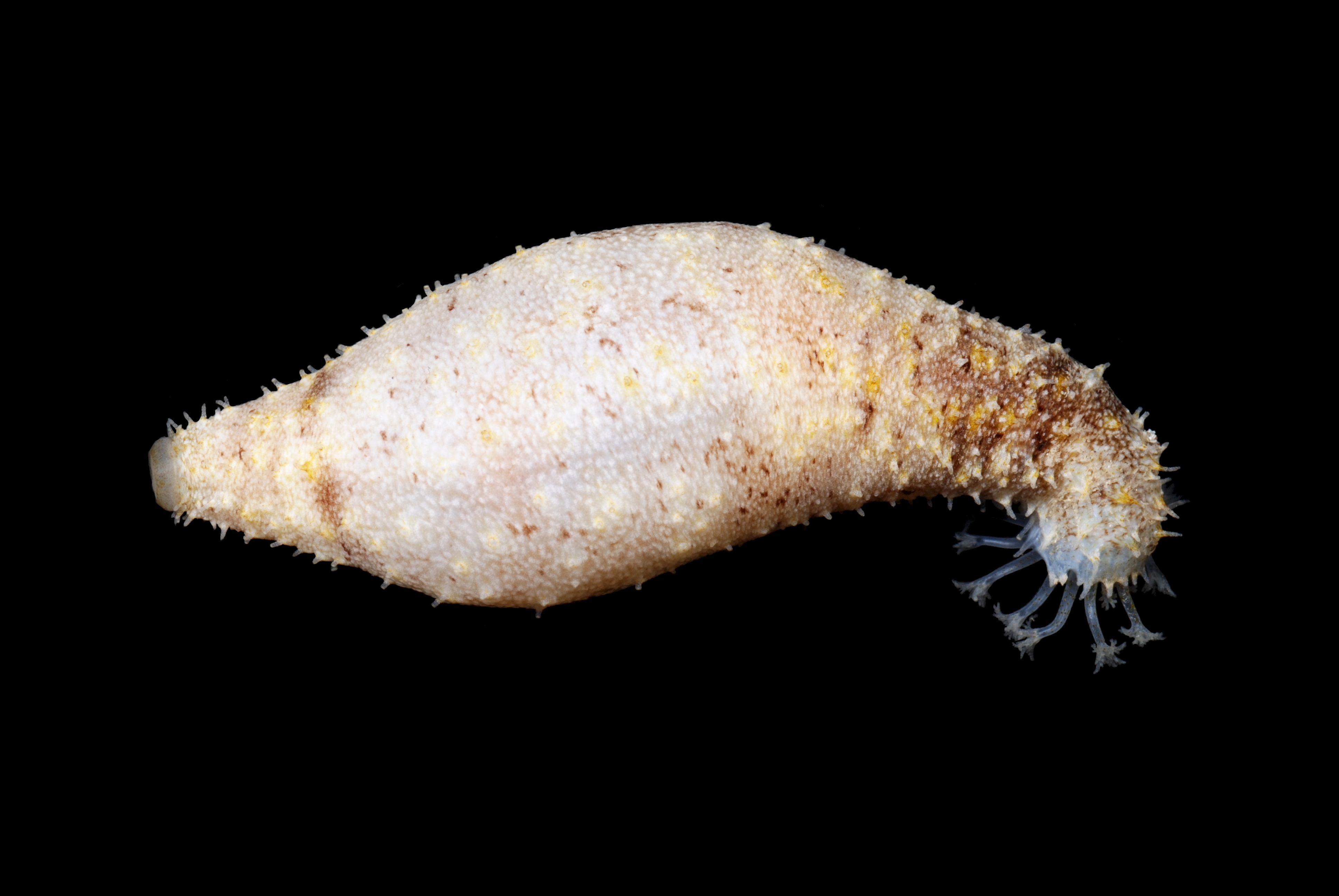
Spécimen préservé.
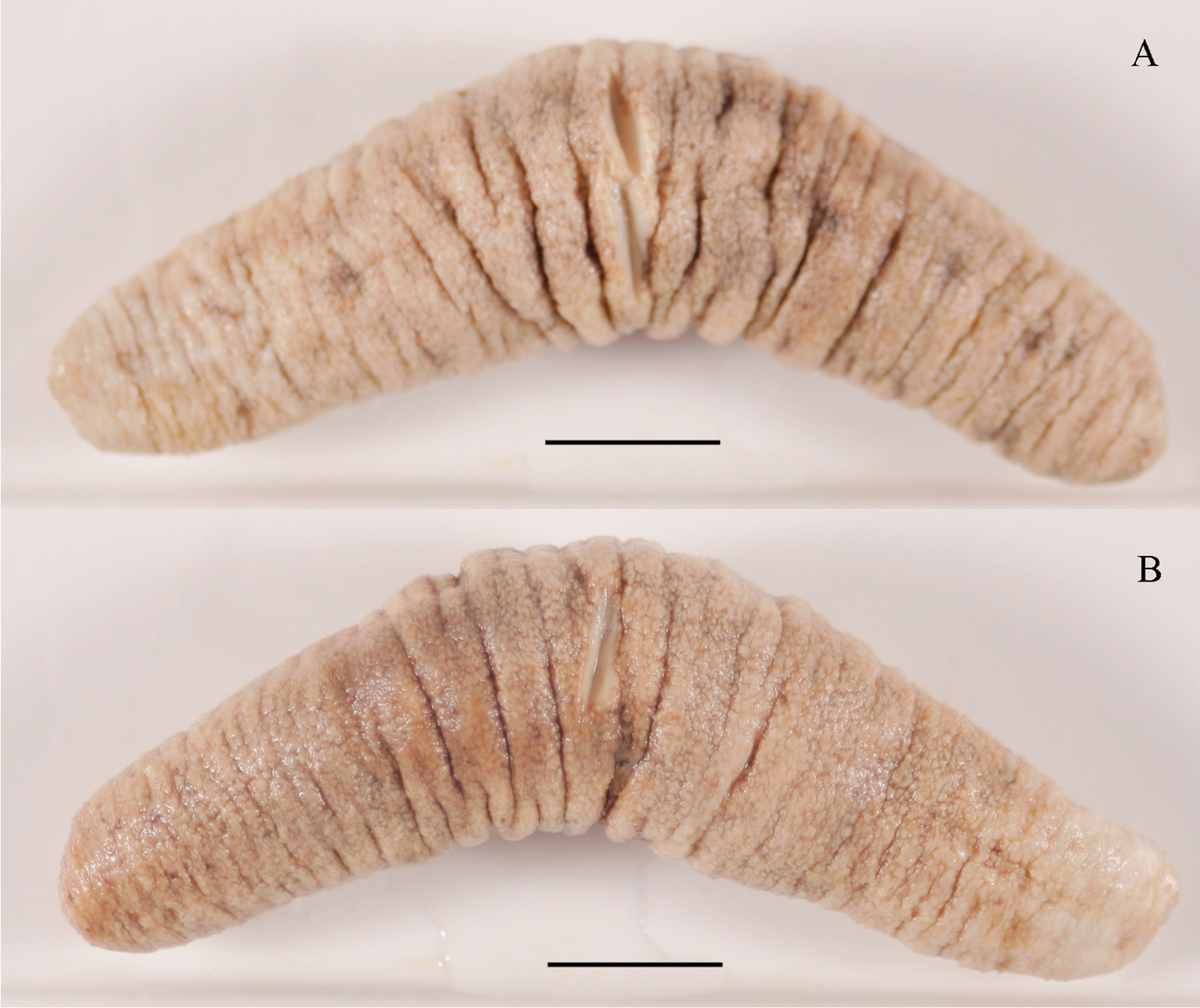
Lectotype
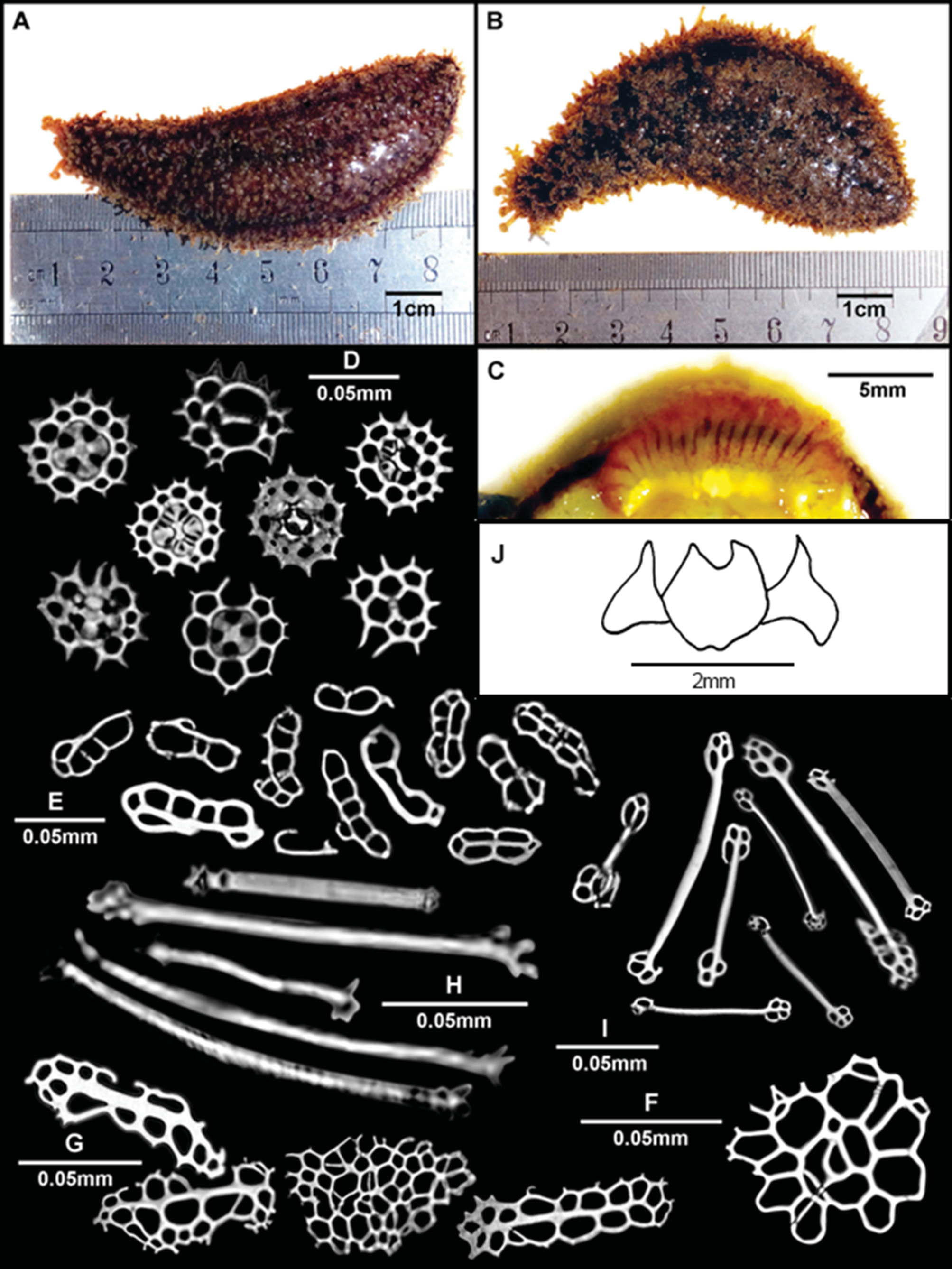
Spécimen et spicules
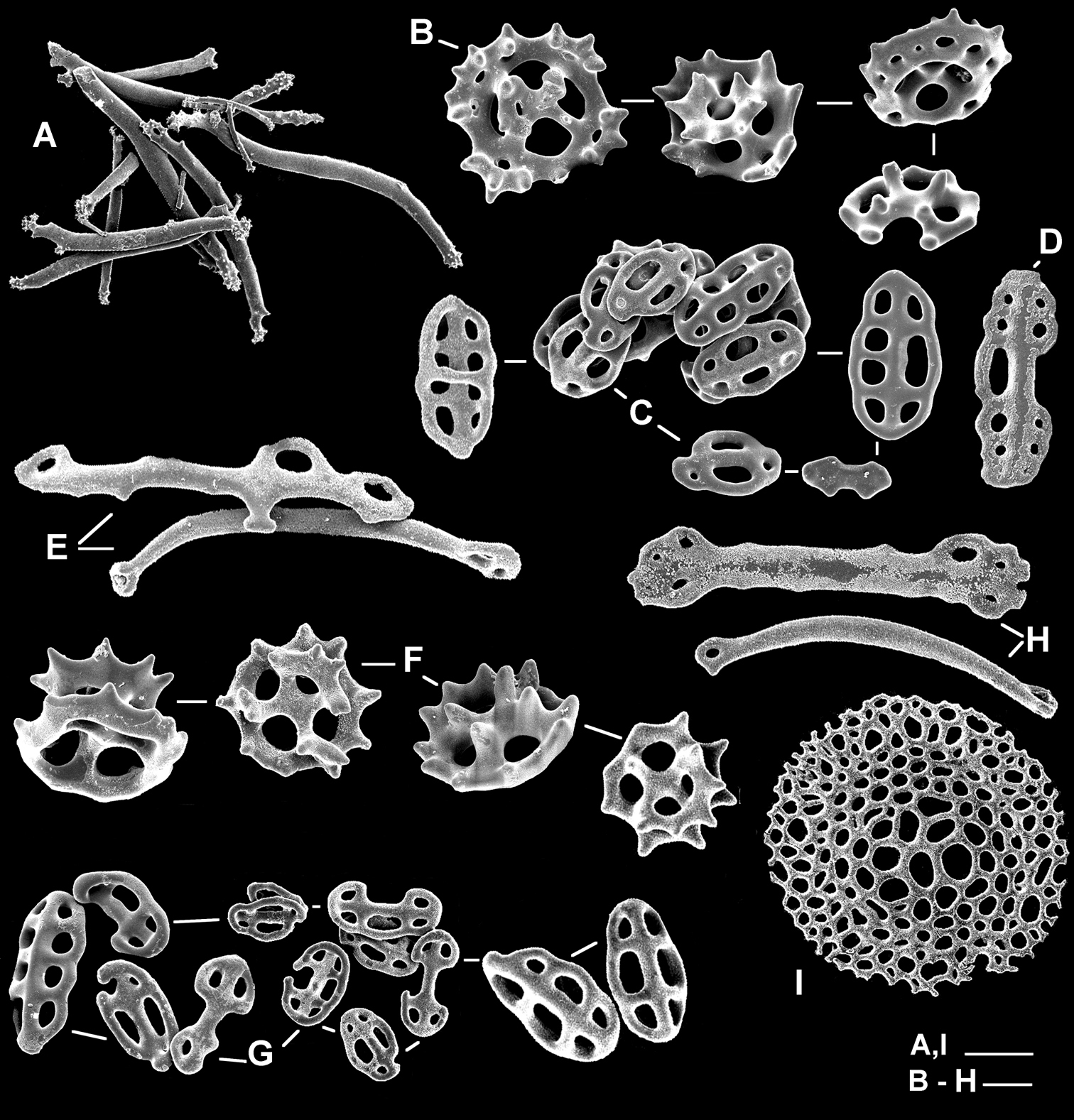
Ossicules

## Distribution
Cette espèce habite l'ouest de l'océan Indien et la mer Rouge.